# Alchemilla transiliensis
Alchemilla transiliensis é uma espécie de rosácea do gênero Alchemilla, pertencente à família Rosaceae.